# 黄刺条
黄刺条锦鸡儿（学名：Caragana frutex），为豆科锦鸡儿属下的一个种。

## 扩展阅读
- 維基物種上的相關：黄刺条
- 维基共享资源上的相關多媒體資源：黄刺条